# Südliche Ming-Dynastie
Südliche Ming-Dynastie (chinesisch 南明, Pinyin Nan Ming, 1644–1662) bezeichnet verschiedene, teilweise parallel verlaufende Herrschaften nach dem Untergang der Ming-Dynastie.
Im Einzelnen waren dies (die Herrscher, deren Herrschaften fast parallel verliefen, sind meist unter dem Äranamen bekannt):
- die Hongguang-Herrschaft des Prinzen von Fu[1] (1644–1645) (Zhu Yousong 朱由崧)
- die Longwu-Herrschaft des Prinzen von Tang[2] (1645–1646) (Zhu Yujian 朱聿鍵)
- die Herrschaft des Prinzen von Lu[3] (1645–1653) (Zhu Yihai 朱以海), Äranamen Hongguang 弘光 (1645) und Jianguo 监国 (1646–1653)
- die Shaowu-Herrschaft des Prinzen von Tang[4] (1646.11–1646.12) (Zhu Yuyue 朱聿 𨮁)[5]
- die Yongli-Herrschaft des Prinzen von Gui[6] (1646–1661) (Zhu Youlang 朱由榔)
- die Dingwu-Herrschaft des Prinzen von Han[7] (1646–1663) (Zhu Benli 朱本鉝)

Alle wurden von der Qing-Dynastie angegriffen und ausgelöscht.

### Nachschlagewerke
- Cihai („Meer der Wörter“). Shanghai cishu chubanshe, Shanghai 2002, ISBN 7-5326-0839-5.